# Кукушкин, Николай Вадимович
Николай Вадимович Кукушкин (род. 28 апреля 1988, Ленинград, СССР) — российский ученый-биолог, нейробиолог, специалист по молекулярным механизмам и эволюции памяти, популяризатор науки. Выпускник СПбГУ, доктор философии Оксфордского университета, адъюнкт-профессор Нью-Йоркского университета.
Лауреат «Просветителя» (2020) и Беляевской премии (2021). Автор книги «Хлопок одной ладонью. Как неживая природа породила человеческий разум» (М.: Альпина нон-фикшн, 2020).

## Биография
Отмечал, что «начинал свой путь в биологии с молекул и клеток».
Окончил в 2008 году бакалавриат биофака СПбГУ.
В 2011 получил степень доктора философии в Оксфордском университете, на кафедре биохимии факультета медицинских наук. Стажировался в Гарвардской медицинской школе (окончил там постдокторантуру), её научный сотрудник с 2012 по 2015 год. Ныне адъюнкт-профессор Нью-Йоркского университета.
Занимался околомедицинскими исследованиями, связанными с вирусологией, онкологией, нейродегенеративными заболеваниями; переехав в Нью-Йорк, занялся проблемами памяти. Замечал, что ныне делит «свое время между отделением нейробиологии, где я провожу эксперименты, и гуманитарным факультетом Liberal Studies Нью-Йоркского университета, где преподаю». Иллюстратор книги Аси Казанцевой «Кто бы мог подумать! Как мозг заставляет нас делать глупости» (он — друг и бывший однокурсник Казанцевой). Также указывается как блогер, диджей и социальный активист. О своей личной жизни рассказывал: «После трех с половиной лет в Англии у меня была американская девушка, тоже биохимик, которая собиралась возвращаться в США. Логично было ехать в ту же сторону. Мы провели три года в Бостоне, работая в Гарвардском университете, а в этом году (2015 г. — прим.) переехали в Нью-Йорк, где оба несколько сменили род занятий (я стал нейробиологом, она — модельером) и поженились».
Лауреат премии «Просветитель» в номинации «Естественные и точные науки» за книгу «Хлопок одной ладонью» (как презентует её журнал «Собака.ru» — это ликбез об истории возникновения всего живого в целом, вида Homo sapiens в частности и о развитии человеческого мозга и сознания), лауреат премии «ТОП 50. Самые знаменитые люди Петербурга» в номинации «Книги».
Как о хорошем авторе научпопа, отзывалась о Кукушкине Ася Казанцева. В своем интервью 2015 года тот высказывался: «Популяризатор — какое-то дурацкое слово. Я просто делюсь своим восхищением. Мы живем в удивительное время. С одной стороны, редактируются геномы и расшифровывается мозг, с другой стороны, люди строят самую большую машину в истории и выясняют, что такое масса и как устроена Вселенная. В детстве нам все любопытно: почему небо голубое, почему птицы летают, а рыбы плавают, откуда берутся дети. Со временем мы перестаем задумываться о мире в принципе и начинаем замыкаться в своем собственном мире: квартира, машина, семья, работа, отпуск. Это, насколько я понимаю, называется быть взрослым. Моя задача — убедить как можно больше людей, что в 2015 году быть взрослым слишком скучно».
Автор многочисленных научных и научно-популярных публикаций, включая статьи в СМИ (в частности в изданиях РИА «Новости», Теории и практики, «Нож», Здоровье, Slon, WOS), работы в рецензируемых журналах (Neuron, Nature Medicine).
- Хлопок одной ладонью. Как неживая природа породила человеческий разум : [16+] / Николай Кукушкин; науч. ред. Сергей Ястребов. — Москва : Альпина нон-фикшн, 2020. — 540, [1] с. : ил. — (Серия "Primus").